# Дялу-Обеждянулуй
Дялу-Обеждянулуй (рум. Dealu Obejdeanului) — село у повіті Арджеш в Румунії. Входить до складу комуни Моререшть.
Село розташоване на відстані 135 км на північний захід від Бухареста, 28 км на північний захід від Пітешть, 94 км на північний схід від Крайови, 110 км на південний захід від Брашова.

## Населення
За даними перепису населення 2002 року у селі проживали 135 осіб, усі — румуни. Усі жителі села рідною мовою назвали румунську.